# Конференція ООН з питань клімату 2015
Конференція ООН з питань клімату 2015 року проходила в Парижі 29 листопада — 12 грудня 2015 року. Це 21-ша конференція, присвячена кліматичним змінам, яка проводилась в межах Рамкової конвенції ООН про зміну клімату (СОР 21) і 11-та — в рамках наради сторін за Кіотським протоколом (CRP-11). Цей міжнародний саміт відбувся у виставковому комплексі Парижу Ле Бурже. Мета конференції — підписання міжнародної угоди щодо підтримки збільшення середньої температури планети на рівні нижче 2 °C, угода стосуватиметься всіх країн.

## Основні положення Паризької угоди
Конференція уклала Паризьку угоду в межах Рамкової конвенції ООН про зміну клімату. Країни-члени ООН будуть підписувати її, починаючи з 22 квітня 2016 року.
Основні її положення:
- Утримувати підвищення температури на рівні не вище як 1,5 °C, тобто на доіндустріальному рівні. Існує наукове обґрунтування цьому. Джон Шеллнхубер, вчений-радник у Німеччині та Ватикані, каже, що 1,5°C — це межа, після якої існує реальна небезпека серйозних наслідків для клімату у світі. Це досягнення є великим прогресом, оскільки шість років тому в Копенгагені майже 200 країн погодилися на температурну межу у 2 °C. Проте 1°С з того часу вже втрачено, і останні дані не свідчать про ознаки великого скорочення рівня світових викидів, що впливають на потепління.

- Зобов'язання щодо скорочення викидів. Перед початком Конференції понад 180 країн зобов'язалися скоротити або обмежити викиди вуглецю. Проте цього недостатньо, щоб зростання глобальної температури збереглося на рівні 2°С. За прогнозами експертів, це призведе до зростання на 2,7°С або і вище. Ці зобов'язання визначені угодою, але юридично не є обов'язковими.

- Довгострокова глобальна мета — чисто нульові викиди. Країни пообіцяли максимально скоротити глобальні викиди. Іншими словами, «досягти балансу між антропогенними викидами і джерелами поглинання парникових газів у другій половині цього століття». На думку експертів це означає дійти до «чисто нульових викидів» між 2050 і 2100 рр. Кліматична панель ООН показує, що рівня чисто нульових викидів слід досягти до 2070 року, щоб уникнути небезпечного потепління.

- Підбивати підсумки кожні п'ять років. Текст угоди передбачає перегляд планів скорочення викидів кожні п'ять років, щоб втримати потепління на рівні критичних 2 °C.

- Збитки. Угода передбачає механізм вирішення фінансових проблем країн, вразливих до кліматичних умов. Але також включений пункт, згідно з яким претензії постраждалих країн не розглядатимуться. Тобто претензії не будуть основою для надання компенсації.

- Фінансування. Питання фінансування країн, що розвиваються, аби допомогти їм адаптуватися до зміни клімату і перейти на екологічно чисту енергію, є однією з частин угоди. Ця частина угоди була переміщена в юридично незобов'язуючий «текст рішення».